# Arquidiocese de Ranchi
A Arquidiocese de Ranchi (em latim: Archidioecesis Ranchiensis) compreende os distritos de Ranchi e Lohardaga do estado de Jharkhand, Índia. Foi estabelecida por um decreto da Santa Sé datado de 25 de maio de 1927, quando foi separada da Arquidiocese de Calcutá para formar uma nova diocese, com sede episcopal em Ranchi. Em 1953, foi elevada ao status de arquidiocese.

## História
A ocupação católica na região começou com os jesuítas belgas, em 1868. Em 1877, mais jesuítas chegaram à região, como capelães militares. Em 1897, foi criado o Convento da Estrada de Purulia, das Irmãs Irlandesas de Loreto (Instituto Beatíssima Virgem Maria). Em 1903, as Irmãs Ursulinas de Tildonk assumiram o convento.
Após o desenvolvimento das missões na região, em 1927, foi desmembrada da Arquidiocese de Calcutá a Diocese de Ranchi, e nomeado bispo o belga Ludovico Van Hoeck, S.J. Em 1953, foi elevada à arquidiocese, tendo como sufragâneas as Dioceses de Sambalpur e Cuttack.
Atualmente, conta com 31 paróquias.

## Prelados
|                     | Nome                              | Período    | Notas                              |            |
| Arcebispos          | Arcebispos                        | Arcebispos | Arcebispos                         | Arcebispos |
| ------------------- | --------------------------------- | ---------- | ---------------------------------- | ---------- |
| 5º                  | Vincent Aind                      | 2023-      | Atual                              |            |
| 4º                  | Felix Toppo, S.J.                 | 2018-2023  |                                    |            |
| 3º                  | Telesphore Placidus Cardeal Toppo | 1985-2018  |                                    |            |
| 2º                  | Pius Kerketta, S.J.               | 1961-1985  |                                    |            |
| 1º                  | Niclas Kujur, S.J.                | 1953-1960  |                                    |            |
| Arcebispo coadjutor |                                   |            |                                    |            |
|                     | Telesphore Placidus Toppo         | 1984-1985  |                                    |            |
| Bispos              |                                   |            |                                    |            |
| 3º                  | Niclas Kujur, S.J.                | 1951-1953  | Elevado à Arcebispo                |            |
| 2º                  | Oscar Sevrin, S.J.                | 1934-1951  | Nomeado Bispo de Raigarh-Ambikapur |            |
| 1º                  | Louis Van Hoeck, S.J.             | 1928-1933  |                                    |            |
| Bispos auxiliares   |                                   |            |                                    |            |
|                     | Theodore Mascarenhas, S.X.        | 2014-2023  | Nomeado Bispo de Daltonganj        |            |
|                     | Binay Kandulna                    | 2009-2012  | Nomeado Bispo de Khunti            |            |